# دریاچه لابینکیر
دریاچه لابینکیر (انگلیسی: Labynkyr Lake) یک دریاچه در استان یاقوتستان کشور روسیه است.